# San Clario che guarisce i ciechi
San Clario che guarisce i ciechi (Saint Clair guérissant les aveugles) era un dipinto del pittore francese Hippolyte Flandrin, realizzato nel 1836. Questo dipinto a olio su tela ritraeva san Chiaro di Nantes ed era esposto nella cattedrale dei Santi Pietro e Paolo di Nantes fino al 18 luglio del 2020, quando venne distrutto in un incendio scoppiato all'interno della chiesa.
Il fratello di Hippolyte Flandrin, Paul, realizzò una copia dell'opera che oggi si trova al museo del Louvre di Parigi.

## Descrizione
Il quadro, che venne esposto al Salone del 1837, raffigura il primo vescovo di Nantes (citato come "san Clario" nel titolo italiano dell'opera) che compie un miracolo: mentre alza gli occhi al cielo, egli ridà la vista a dei ciechi. La scelta di questo santo non è casuale, dato che fu lui che in quella città fece innalzare una cappella dedicata ai santi Pietro e Paolo, che nei secoli successivi fu ricostruita fino a diventare una cattedrale gotica. La scena è ambientata sulla scalinata all'ingresso di un tempio romano, presso il quale si è radunata una folla che assiste al miracolo. Sullo sfondo si ammira una veduta immaginaria della città in epoca romana (quando era nota in latino come Condivicnum, o "Condivicno" in italiano), che presenta un tempio e un anfiteatro.
Secondo la Gazette des beaux-arts, il quadro "può essere citato come una delle opere del XIX secolo che meglio realizzano il sogno di Flandrin e di Simart, l'alleanza dell'arte classica e dell'arte cristiana." L'opera preannuncia i dipinti murali che Flandrin realizzò in seguito per alcune chiese francesi, come il ciclo pittorico della cappella di San Giovanni nella chiesa di San Severino a Parigi e le decorazioni per l'abbazia di San Germano dei Prati, sempre a Parigi.